# Cataglyphis adenensis
Cataglyphis adenensis är en myrart som först beskrevs av Auguste-Henri Forel 1904.  Cataglyphis adenensis ingår i släktet Cataglyphis och familjen myror.

## Underarter
Arten delas in i följande underarter:
- C. a. adenensis
- C. a. bugnioni